# Blake Griffin
Blake Austin Griffin (Oklahoma City, Oklahoma, 16. ožujka 1989.) američki je profesionalni košarkaš. Igra na poziciji krilnog centra, a trenutačno je član NBA momčadi Brooklyn Netsa. Izabran je u 1. krugu (1. ukupno) NBA drafta 2009. od momčadi Los Angeles Clippers.

## Srednja škola
Griffin je pohađao i predvodio srednju školu Oklahoma Christian School do četiri naslova državnog prvaka. Na drugoj godini (2004./05.) u prosjeku je postizao 13.6 poena i izabran je u Little All-City All-State momčad. Na trećoj je godini (2005./06.) od američkih dnevnih novina The Oklahoman izabran za igrača godine. U 26 odigranih utakmica u prosjeku je postizao 21.7 poena, 12.5 skokova i 4.9 asistencija po utakmici, a ukupno je tijekom sezone sakupio 49 blokada i 45 ukradenih lopti. Uz to je od dnevnih novina Tulsa World izabran u Boys All-State prvu petorku. Tijekom četvrte i posljednje srednjoškolske godine u prosjeku je postizao 26.8 poena, 15.1 skok i 4.9 asistencija po utakmici. Ponovno je od istih dnevnih novina izabran za igrača godine, a nagradu za igrača godine dobio je još i od Gatoradea. Izabran je u McDonald's All-American i Jordan All-American momčad, a na McDonald's All-American utakmici osvojio je natjecanje u zakucavanju.

## Sveučilište
Na prvoj sveučilišnoj godini (2007./08.) u prosjeku je postizao 14.7 poena i 9.1 skokova po utakmici, te je predvodio Soonerse do omjera 23-12. Izabran je u prvu petorku Big 12 konferencije i All Rookie prvu petorku. Drugu godinu (2008./09.) završio je s učinkom od 30 double-doublova u sezoni, te 22.7 poena i 14.4 skokova u prosjeku po utakmici. U veljači 2009. protiv Texas Techa odigrao je utakmicu za pamćenje. Zabio je 40 poena uz 23 skoka za 31 minutu. Time je postao tek trećim igračem u povijesti Oklahoma Soonersa koji su na jednoj utakmici postigli najmanje 40 poena i sakupili 20 skokova. Prije njega, to je uspjelo samo Waymanu Tisdaleu (61 poen i 22 skoka protiv Texas-San Antonia) i Alvanu Adamsu (43 poena i 25 skokova protiv Iowa Statea). Na kraju sezone izabran je za najboljeg igrača NCAA lige.

### Ozljede
14. siječnja 2008., Griffin je u petoj minuti utakmice protiv Kansas Jayhawksa istegnuo medijalni kolateralni ligament (MLC) lijevog koljena. Nije se vratio u utakmicu, a Soonersi su izgubili s 30 poena razlike (85:55). Zbog ozljede je propustio sljedeću utakmicu protiv Texas Techa. 
Otprilike dva mjeseca nakon ozljede lijevog koljena, Griffin je ozljedio desno koljeno u domaćoj pobjedi (64:37) protiv sveučilišta Texas A&M. Ozljeda se pokazala kobnom jer je došlo do oštećenja hrskavice i zbog toga je morao na artroskopsku operaciju. Zbog ozljede je propustio sljedeću utakmicu protiv državnih suparnika Oklahoma Statea, a na parkete se vratio nakon tjedan dana izbivanja u domaćoj pobjedi (75:66) protiv Missouri Tigersa. 

## NBA
Griffin se nakon druge godine odlučio prijaviti na NBA draft 2009. godine. Izabran je kao prvi izbor drafta od Los Angeles Clippersa. U svojem debiju u dresu Los Angeles Clippersa u utakmici Ljetne lige 2009. protiv gradskih suparnika Lakersa predvodio je svoju momčad do pobjede 93:82 s 27 koševa i 12 skokova. U pet utakmica Ljetne lige u prosjeku je postizao 20 koševa i deset skokova. U posljednjoj petoj utakmici Ljetne lige, prvi puta je zaigrao protiv svog brata Taylora, otkad su krenuli u svoje NBA karijere. LA Clippersi su izgubili od Taylorovih Phoenix Sunsa 87:70. Blake je zabio 16 koševa uz osam skokova, dok je Taylor upisao četiri koša uz šest skokova. Nakon završetka Ljetne lige Griffin je zaradio težu ozljedu ramena te je pauzirao oko 4 tjedna, ali se oporavio za početak svoje rookie sezone. U predsezoni je za Clipperse prosječno postizao 13.7 poena i 8.1 skok. Međutim, zbog puknuća patele lijevoga koljena u posljednjoj pripremnoj utakmici protiv New Orleans Hornetsa, Griffin je propustio uvodni dio sezone, preciznije dvadesetak uvodnih utakmica.

## NBA statistika

### Regularni dio
| Godina    | Klub          | Odig. uta. | Uta. poč. | Min. | 2P%  | 3P%  | Sl. bac.% | Skok. | Asist. | Ukr. lop. | Blok. | Poena |
| --------- | ------------- | ---------- | --------- | ---- | ---- | ---- | --------- | ----- | ------ | --------- | ----- | ----- |
| 2010./11. | L.A. Clippers | 82         | 82        | 38.0 | .506 | .292 | .642      | 12.1  | 3.8    | .8        | .5    | 22.5  |
| Ukupno    |               | 82         | 82        | 38.0 | .506 | .292 | .642      | 12.1  | 3.8    | .8        | .5    | 22.5  |
| All-Star  |               | 1          | 0         | 15.0 | .667 | .000 | .000      | 5.0   | 5.0    | 0.0       | 0.0   | 8.0   |

## Vanjske poveznice
- Profil na NBADraft.net
- Profil na ESPN.com

| Prethodnik:  | Prvi izbor NBA drafta NBA draft 2009. | Nasljednik: |
| Derrick Rose | Prvi izbor NBA drafta NBA draft 2009. | John Wall   |